# Fujiwara no Momokawa
Fujiwara no Momokawa (japonès: 藤原百川 / ふじわらのももかわ Fujiwarano Momokawa; 732 - 24 d'agost, 779) va ser un noble japonès des del període Nara fins a principis del període d'Asuka, i pertanyia la família Fujiwara.
Fujiwara no Momokawa va ser una ombra en la política japonesa durant els períodes Nara i Asuka Es diu que va estar darrere de la caiguda de Dōkyō i l'entronització de l'emperador Kōnin i l'emperador Kammu.

## Experiència
El nom original de Fujiwara no Momokawa era Odamaro. Era conegut pel seu talent de jove. Durant el període Tenpyo Hoji, la posició oficial de Fujiwara no Odamaro era el Cinquè Grau Junior, Grau Inferior, Shikibu Shosuke. Durant el període de Tenpyo Jingo, Fujiwara no Odamaro va ser ascendit al càrrec d'inspector de Sanyodo. Durant el seu mandat, va informar al tribunal:
| « | "La carretera de Sanyodo és llarga i causa molt de patiment a la gent. Demano que es restableixin les estacions de correus, apte per a la cria de cucs de seda" | » |

Va demanar que es deixés de pagar plata i diners i, en canvi, es permetessin l'entrega de productes de cotó. Durant el regnat de Kamigo Keiun, Fujiwara no Odamaro va servir simultàniament com a governador de la Guàrdia Dreta i de la noblesa de Musashi, i va ser ascendit al rang de quart rang inferior. Aviat va ser ascendit al càrrec de Chuwu Daifu, inspector Hyogo Vice-Shogun, i alhora Naishi Daifu, i va servir successivament com a Kawachi Tamaki, Echizen Kami i U Daiben. Fujiwara no Odamaro era conegut per la seva diligència en tots els càrrecs que ocupava.
Després de la rebel·lió de Fujiwara no Nakamaro, el clan Fujiwara en declivi es va basar en la saviesa i l'estratègia de Fujiwara no Odamaro per restaurar el seu poder. En l'incident del santuari Usa Hachiman-gū l'any 769 (el tercer any de Kamigo Keiun), Fujiwara no Odamaro, com a part d'un grup que volia evitar que Dōkyō succeís al tron, va treballar en secret amb Fujiwara no Nagate i altres. En aquell moment, Fujiwara no Odamaro era membre de l'emperador Shotoku i del partit de Dokyo com a secretari, però va ajudar en secret a l'exiliat Waki no Kiyomaro (perquè va exposar el fals oracle de Dokyo) en l'incident sintoista, va ser condemnat a l'exili. i més tard va ser elogiat com a model de lleialtat), i va ser hàbil per maniobrar en el turbulent escenari polític.
El 770 (el primer any de Hakuki), quan el successor al tron de l'emperador Shotoku encara estava indecis, ell, juntament amb el seu cosí, el ministre d'esquerra Fujiwara no Nagade (clan Fujiwara Kita), i el seu germà gran, el conseller Fujiwara no Yoshitsugu, es va precipitar al tron davant el ministre dret opositor Kibi no Makibi. Va donar suport al príncep Shirakabe (posteriorment emperador Kōnin).
Després que el príncep Shirakabe fos nomenat príncep hereu, Fujiwara no Odamaro va ser nomenat Udaiben i va ser ascendit al rang inferior de Shosi quan l'emperador Kōnin va pujar al tron. El 771 (segon any de Hakuki), va ser nomenat per a càrrecs importants com Dazai Shuai i Conseller. En aquest moment, Fujiwara no Odamaro va canviar el seu nom a "Fujiwara no Momokawa". Fujiwara no Momokawa era un home lleial que havia contribuït molt a l'entronització de l'emperador. L'emperador Kōnin va confiar molt en ell i el considerava com el seu confident. El 772 (el tercer any de Hakuki), la princesa Inoue (la germana petita de l'emperador Shotoku i l'emperadriu de l'emperador Kōnin) va ser deposada com a emperadriu per sospita de maleir l'emperador implicat i destituït del títol de príncep hereu, i la línia femenina de la línia Tianwu va ser tallada.
L'any 773 (el quart any de Hakuki), Fujiwara no Momokawa va donar suport al príncep Yamabe (el futur emperador Kanmu) al tron En aquell moment, hi havia moltes opinions diferents, però Fujiwara no Momokawa va insistir en la seva opinió anterior. L'emperador Kōnin es va aixecar i va entrar en Baichuan va dir severament: "Si no acceptes la teva santa decisió, no em retiraré més de quaranta dies". L'emperador Kōnin es va emocionar per la seva sinceritat i va aprovar la seva petició. El príncep Yamabe va ser nomenat príncep hereu. Aquesta sèrie d'esdeveniments va ser el resultat de les activitats encobertes de Fujiwara no Momokawa, que havia descobert els talents del príncep Yamabe per endavant. La mare del príncep Yamabe era Kono Niikasa, un immigrant de Baekje (els immigrants tenien un estatus social baix i no tenien poder polític). El primer mes de l'any 779 (el 10è any de Hakuki), Fujiwara no Momokawa va ser ascendit al rang de Tres Graus Junior, Ministre de Shikibu i, alhora, General de la Guàrdia Central. En aquest moment, Fujiwara no Momokawa estava involucrat en tots els afers interns i externs de la cort imperial. El juliol del mateix any, abans que el príncep Yamabe pugés al tron, Fujiwara no Momokawa va morir.
L'any 782 (el primer any d'Enryaku), se li va concedir pòstumament el rang de Ministre Dret de Segon Grau Júnior. L'any 785, l'emperador Kanmu va prendre com a harem a Fujiwara no Tadashi, la filla gran de Fujiwara no Momokawa, i els dos van donar a llum el príncep Otomo. L'any 823, quan l'emperador Junna va pujar al tron, va conferir pòstum-ament el títol de Sho-ichi Daijo-minami al seu avi matern Fujiwara no Momokawa.